# Góra Kościuszki
Der Góra Kościuszki (deutsch Luisenhain) ist eine 103 Meter hohe Erhebung in Danzig in Polen. Er liegt auf dem Gebiet des Stadtbezirks Oliwa (Oliva).

## Geschichte

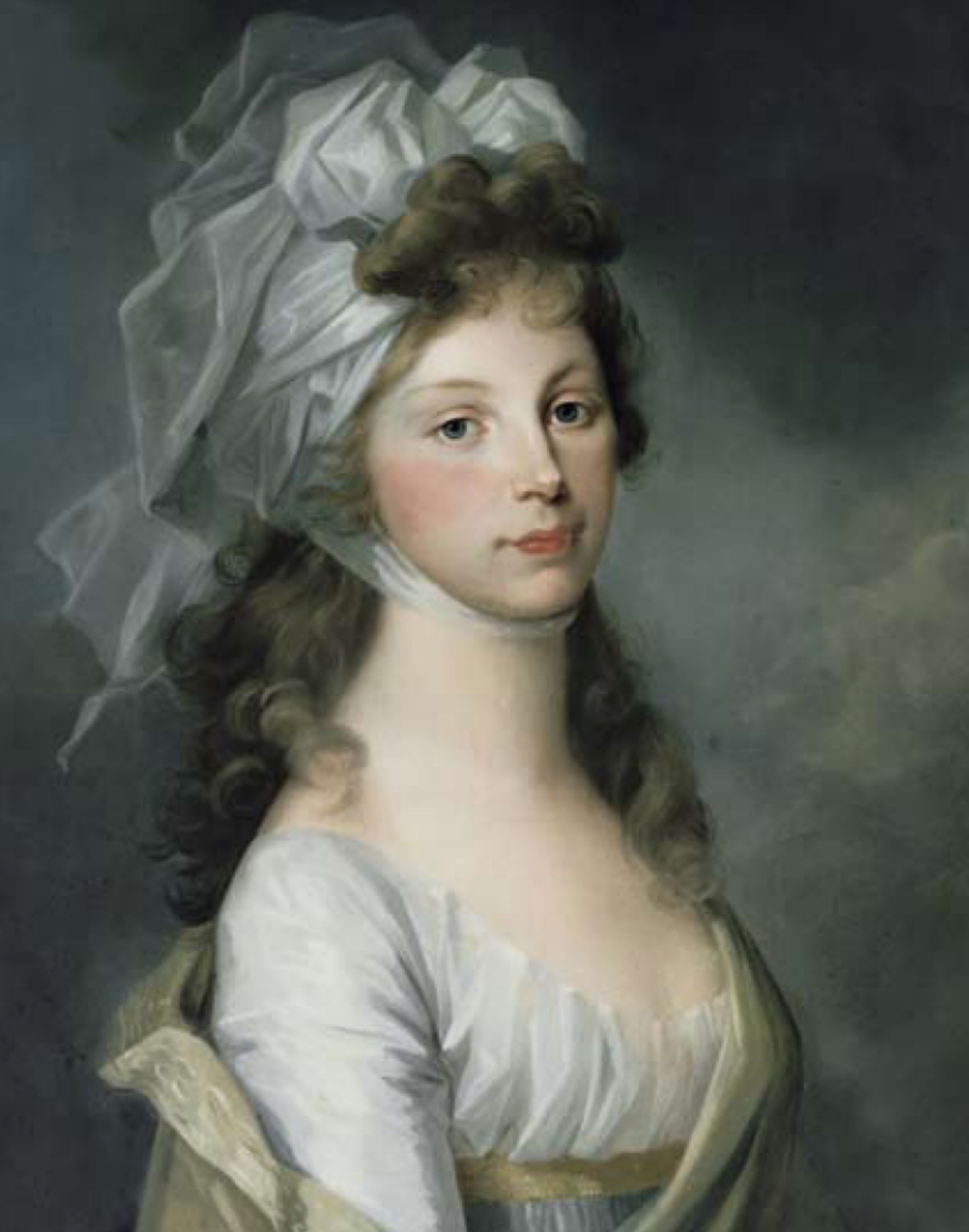
Königin Luise (1797)

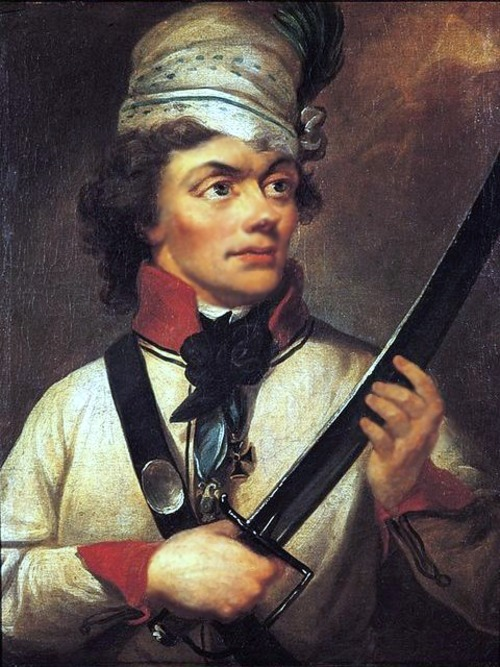
Tadeusz Kościuszko (vor 1812)

In den Jahren 1186–1772 gehörte das Gebiet dem Zisterzienser-Kloster Oliva. Mit der ersten polnischen Teilung wurde der Besitz säkularisiert. Am 21. Mai 1797 besuchten Königin Luise (1776–1810), König Friedrich Wilhelm III. und der Erzbischof Karl von Hohenzollern die Abtei. Im Andenken wurde die Erhebung Luisenhain genannt.
1889 wurde ein Denkmal für Königin Luise und ihren Gemahl eingeweiht. Am 23. Juli 1944 wurden hier Kriegsgräber für deutsche Soldaten des Zweiten Weltkriegs angelegt. Sie wurden in den Kampfhandlungen 1945 zerstört.
1946 erhielt der Berg seinen heutigen Namen nach dem polnischen Freiheitskämpfer Tadeusz Kościuszko (1746–1817). 1975 wurde auf dem noch vorhandenen Sockel ein Denkmal für König Sigismund III. Wasa und den 350. Jahrestag der Seeschlacht von Oliwa (1627) errichtet.